# Solomon White Conrad
Solomon White Conrad ( 1779 - 1831), descendiente del alemán Thones Kunders (anglicizado como Conrad) nace en Montgomery County, Pensilvania el 31 de julio de  1779, era hijo de John Conrad, un herrero y fundidor. Nada se conoce de sus primeros años, aunque es probable fuese aprendiz de una imprenta o librería. Si se sabe de su neta inclinación hacia la Historia natural, inclusive la recolección de minerales. Fue un estricto quakero, desarrollándose como ministro.
Hacia 1801 se establece como impresor y vendedor de libros de una firma de Filadelfia, y un año más tarde se casa con Elizabeth Abbott (1785-1884). En 1805 se asocia con Emmon Kimber en el 93 Market Street, pero Kimber lo arruina financieramente, siendo la empresa quebrada en 1815; posteriormente opera por cuenta propia en el 87 Market Street.
El hogar de Conrad, con admirables colecciones de las Ciencias naturales, era un lugar de encuentro de notables científicos, constituyéndose en el primer Salón de Historia natural de Filadelfia.
Fue miembro de la "Philadelphia Academy of Natural Sciences" (siendo su bibliotecario), de la "American Philosophical Society" y de la "Philadelphia Society for Promoting Agriculture". Y funda el "Agricultural Almanack" en 1816; lo hizo hasta 1829 teniendo una enorme circulación, dando información sobre la cría de ganado. Lamentablemente sus finanzas sufrían debido a que prefería ausentarse en expediciones de recolecciones de especímenes de flora, conchas y minerales. Tuvo una gran reputación como geólogo y botánico y, a juzgar por sus etiquetas de los minerales, leyéndose "Vendido por S. W. Conrad," fue un especialista en especímenes minerales --el más adelantado vendedor de EE. UU.; donde su profesión de impresor lo ayudó excelentemente en preparar el etiquetado.
En 1814 publica un artículo en "Zircon from Trenton, New Jersey", en la revista científica "American Mineralogical Journal" de su amigo Archibald Bruce.
En 1815 publica una "Table of the Constituent Parts of Earthy Minerals (Tabla de Constituyentes de Minerales terráqueos)," con 150 minerales y rocas. En la revista de la "Philadelphia Academy" publica "Notice of a mineral which approaches to the bildstein of Werner; with a few remarks on the connexion of bildstein with feldspar."
En 1816 es reconocido por Parker Cleaveland debido a sus colaboraciones en Cleveland's Elementary Treatise on Mineralogy and Geology, primer texto de esa clase publicado en EE. UU. En 1823 da conferencias en Mineralogía en la Universidad de Pensilvania, y para 1829 es por oposición Profesor de Botánica.
Fallece el 2 de octubre de 1831 . Su herbario y colecciones de minerales se encueentran en la Academy of Natural Sciences. Su hijo, Timothy A. Conrad (1803-1877), fue un excelente naturalista, paleontólogo e ilustrador.

## Honores

### Epónimos
- (Lamiaceae) ConradinaA.Gray[1]

Especies
- (Empetraceae) Corema conradii (Torr.) Torr.[2]
- La abreviatura «Conrad» se emplea para indicar a Solomon White Conrad como autoridad en la descripción y clasificación científica de los vegetales.[3]